# Malur canós de l'Eyre
El malur canós de l'Eyre (Amytornis goyderi) és un ocell de la família dels malúrids (Maluridae).

## Hàbitat i distribució
Habita zones àrides amb herba d'Austràlia central.